# Комиссия кнессета по обращениям граждан
Комиссия кнессета по обращениям граждан (ивр. ועדה לפניות הציבור‎ — Ваад ле-пниёт ха-цибур) — специальная комиссия кнессета, служащая для связи между обществом и властью.

## Информация о комиссии
Полномочия комиссии: 
1. Предоставление текущих ответов на обращения населения, которые поступают в комиссию от граждан и от различных организаций. 
2. Поддерживание постоянной связи с правительственными министерствами и с представителями отделов обращений населения в различных организациях, при этом, соблюдая права и полномочия этих организаций в том, что касается работы с обращениями от населения. 
3. Урегулирование работы с обращениями от населения в правительственных и общественных организациях и установление максимально возможных единых норм для работы среди всех организаций, занимающихся этим вопросом. 
4. Охрана и защита получателей общественных услуг. 
5. Создание сотрудничества между правительственными министерствами и различными организациями, с целью улучшить качество услуг, предоставляемых гражданам. 
6. Обсуждение различных тем, связанных с проблемами частных лиц, с защитой потребителя и получателя общественных услуг. 
Комиссия была создана в 1996 году, в каденцию кнессета 14-го созыва, её возглавил депутат Рафаэль Элюль. 
Члены комиссии (на 22 февраля 2012 года): Ури Маклев, Шломо Мола, Ципи Хотовели, Марина Солодкина, Юлия Шамалова-Беркович и Зеэв Элькин.

## Председатели комиссии
- Рафаэль Элюль (кнессет 14-го созыва)
- Авраам Йехезкиель (кнессет 15-го созыва)
- Амнон Коэн (кнессет 15-го созыва)
- Софа Ландвер (кнессет 15-го созыва)
- Исраэль Эйхлер (кнессет 16-го созыва)
- Амнон Коэн (кнессет 17-го созыва)
- Моше Гафни (кнессет 18-го созыва)
- Давид Азулай (кнессет 18-го созыва)
- Ади Коль (кнессет 19-го созыва)